# 敘利亞禮天主教加拿大宗座代牧區
敘利亞禮天主教加拿大宗座代牧區（拉丁語：Exarchatus Apostolicus pro fidelibus ritus Antiocheni Syrorum in Canada）是東儀天主教（敘利亞禮）在加拿大的一個宗座代牧區，直屬教廷。
教區成立於2016年1月7日，現任宗座代牧安多尼·納瑟夫，代牧區教座位於蒙特利爾。